# Progressive Field
Il Progressive Field, soprannominato The Jake, The Prog e precedentemente noto come Jacobs Field, è uno stadio di baseball situato a Cleveland, nello Stato dell'Ohio, Stati Uniti. Ospita le partite casalinghe dei Cleveland Guardians (conosciuti come Cleveland Indians prima della stagione 2022), squadra che milita nella Major League Baseball (MLB).
Costruito nella zona centrale della città e inaugurato nel 1994, insieme alla Quicken Loans Arena fa parte del "Gateway Sports and Entertainment Complex".
È considerato dagli appassionati uno dei migliori impianti in cui seguire una partita e nel 2008 ha vinto il premio di stadio dell'anno assegnato dalla rivista sportiva Sports Illustrated.

## Storia

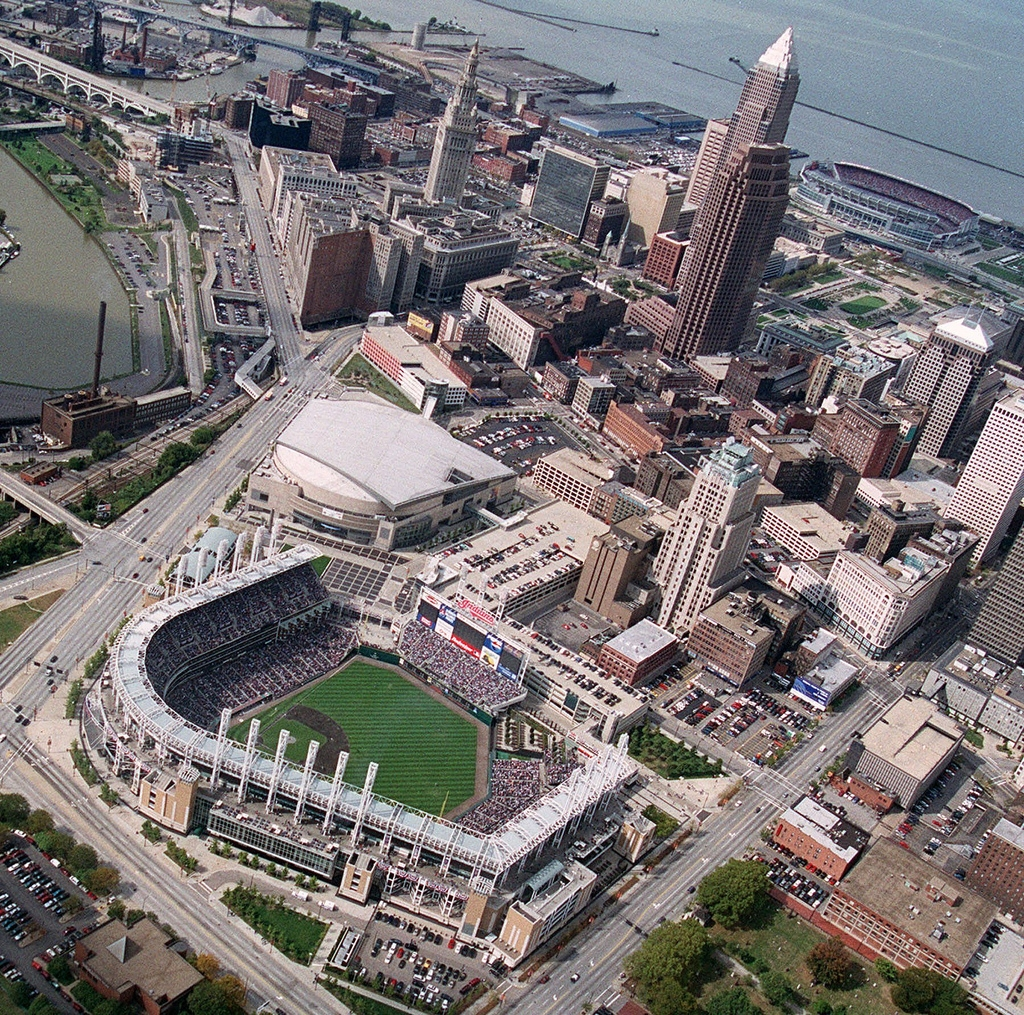
Una veduta aerea del centro della città dove sorgono i due impianti sportivi, il Progressive Field è in primo piano.

I primi progetti per la costruzione risalgono al 1984 quando la Contea di Cuyahoga approvò la realizzazione di un nuovo impianto che avrebbe occupato l'area dal Central Market di Cleveland. Si voleva sostituire il vecchio Cleveland Stadium (ha ospitato gli Indians per le stagioni 1932, 1933 e dal 1936 al 1993) diventato ormai logoro e impegnativo da gestire perché veniva condiviso con i Cleveland Browns della National Football League.
Dopo aver demolito gli edifici esistenti e preparato il sito per la costruzione, il cantiere è stato aperto nel gennaio del 1992 e prevedeva un costo totale di 175 milioni di dollari coperto in parte da fondi pubblici e in parte dall'ex proprietario dei Cleveland Indians, l'imprenditore Richard Jacobs.
Costruito nella zona centrale della città, insieme alla Quicken Loans Arena che ospita la squadra NBA dei Cleveland Cavaliers, fa parte del "Gateway Sports and Entertainment Complex".
La prima partita è stata giocata il 4 aprile 1994 e ha visto la squadra di casa vincere con il punteggio di 4 a 3 contro i Seattle Mariners; l'allora presidente degli Stati Uniti Bill Clinton ha effettuato il consueto primo lancio all'inizio dell'incontro.
Dall'apertura fino al 2006 i diritti di denominazione appartenevano all'allora proprietario della franchigia Richard Jacobs, mentre nel 2008 sono stati acquisiti, per un totale di 58 milioni di dollari, dalla compagnia assicuratrice Progressive che li deterrà fino al 2024.
Tra il 12 giugno 1995 e il 4 aprile 2001 lo stadio ha registrato 455 partite consecutive sold-out.
L'8 luglio del 1997 lo stadio ha ospitato il 68° MLB All-Star Game e la squadra dell'American League ha vinto con il punteggio di 3 a 1 contro la National League.

## Capienza
Di seguito viene riportata la capienza dello stadio durante i rispettivi anni:
- 42,865 (1994–1996)
- 43,368 (1997–2003)
- 43,389 (2004)
- 43,405 (2005)
- 43,415 (2006–2007)
- 43,545 (2008)
- 45,199 (2009)
- 45,569 (2010)
- 43,441 (2011)
- 43,429 (2012)
- 42,241 (2013)
- 42,487 (2014)
- 36,856 (2015)
- 35,225 (2016–oggi)

## Galleria d'immagini

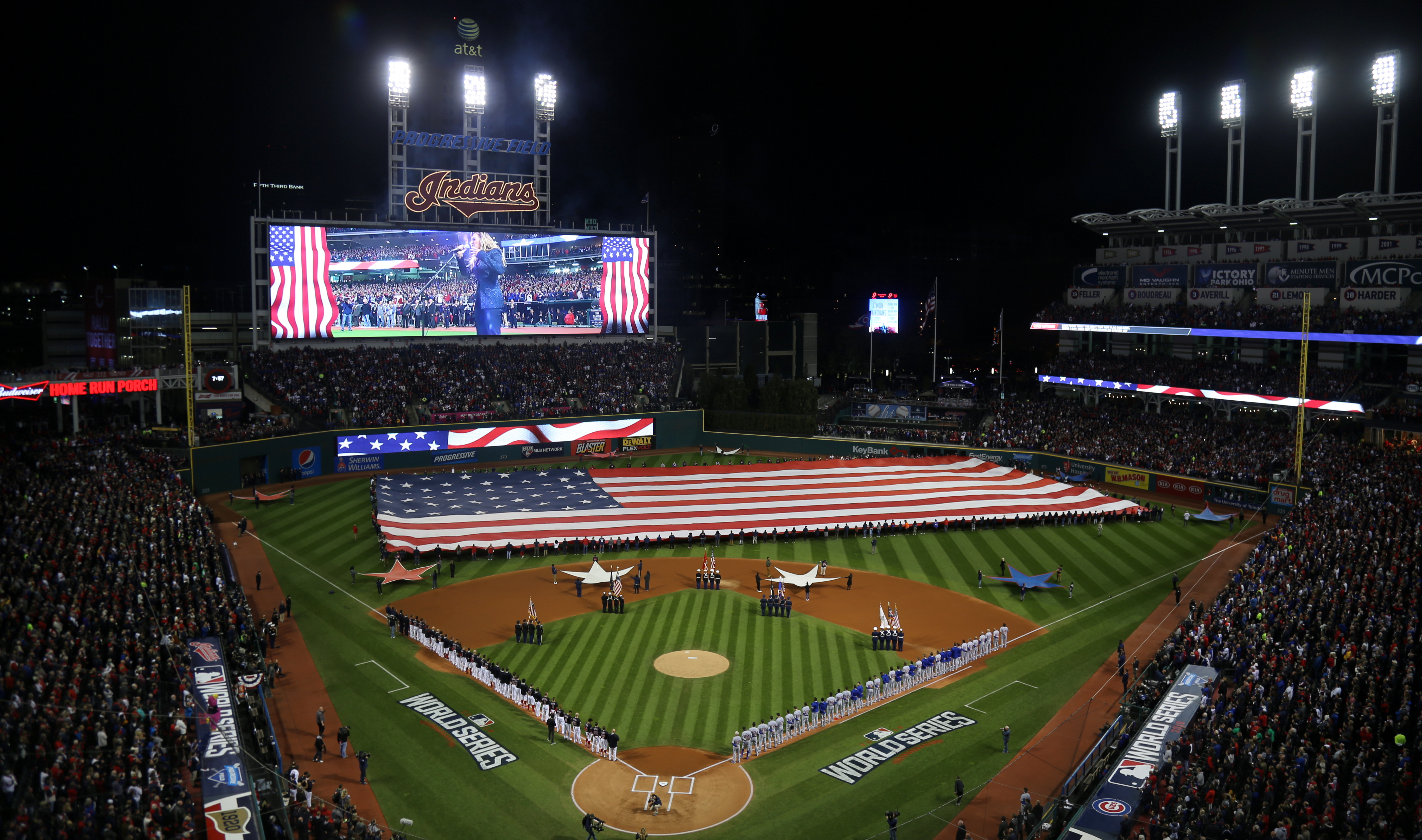
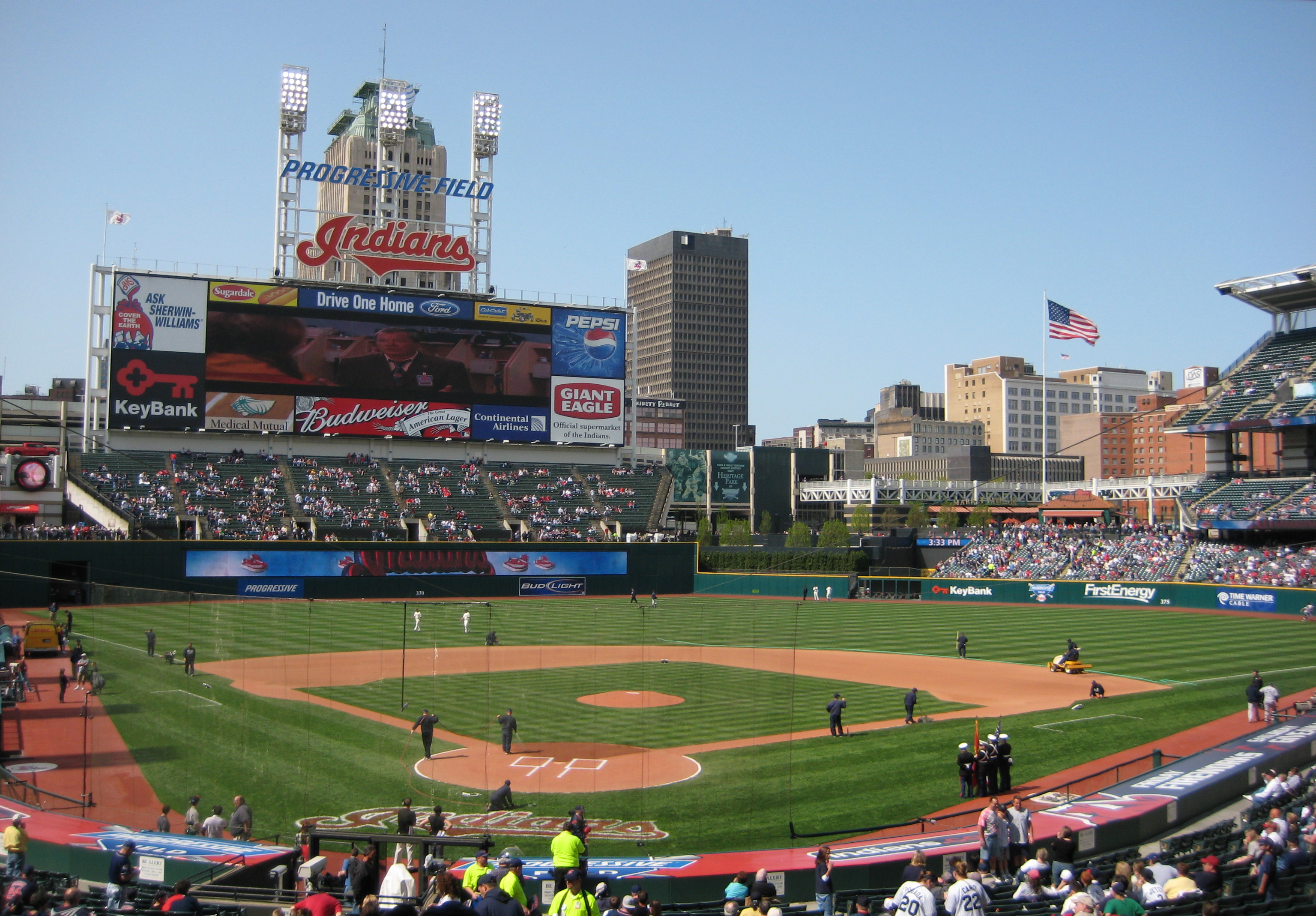
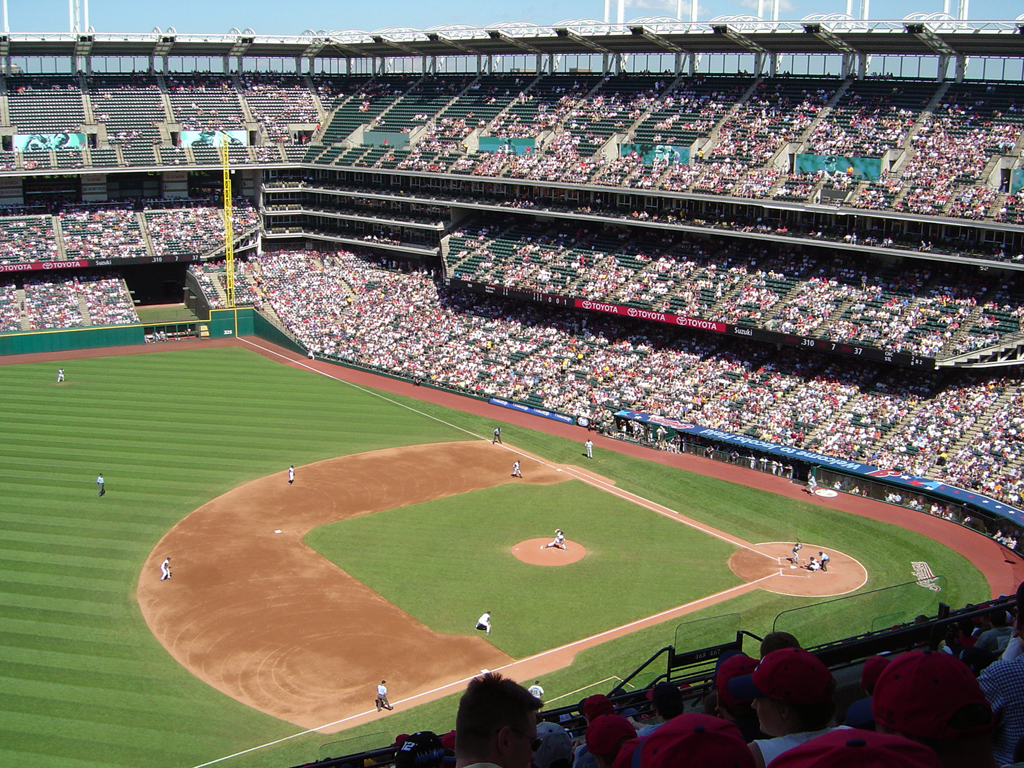
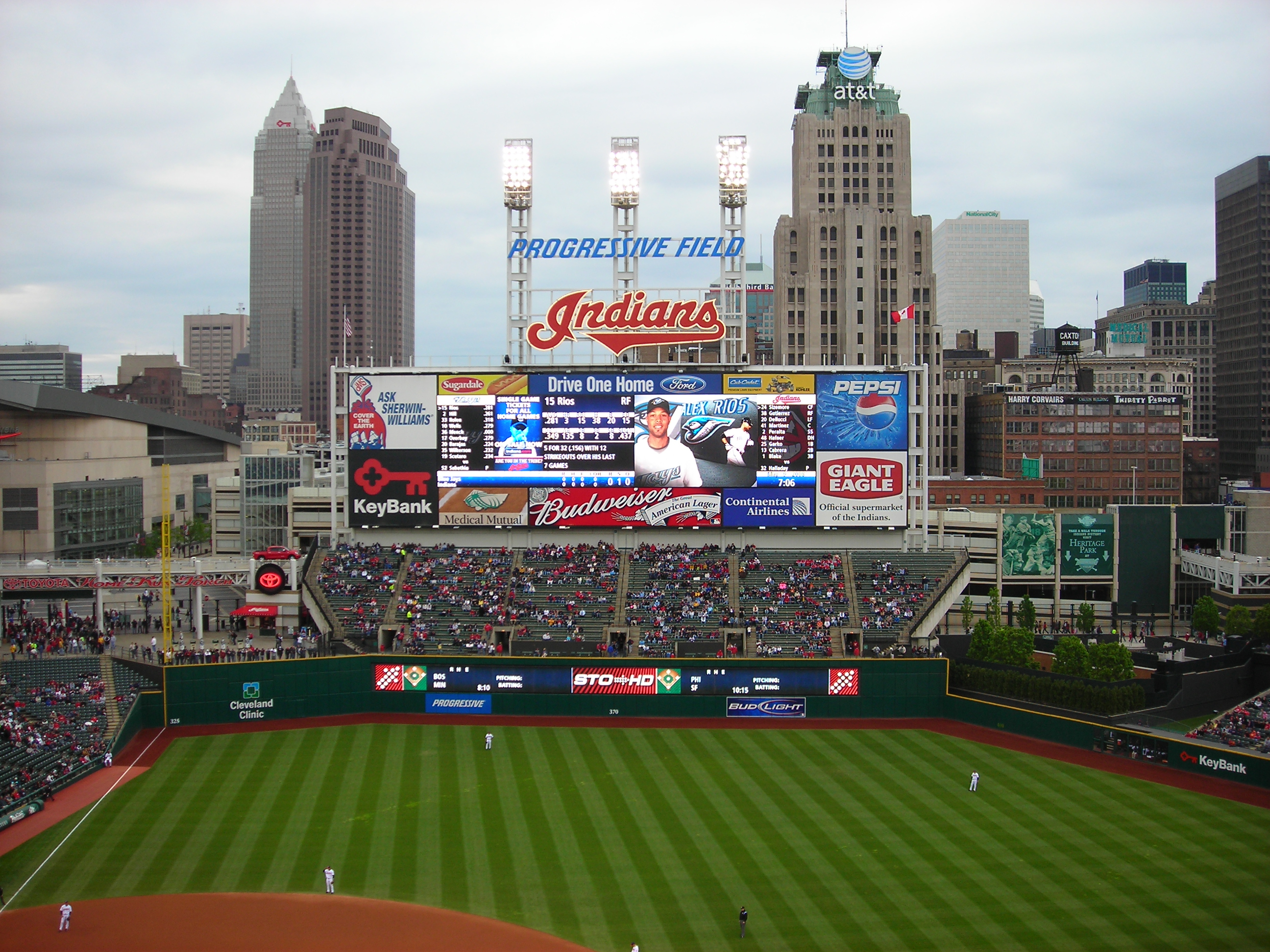
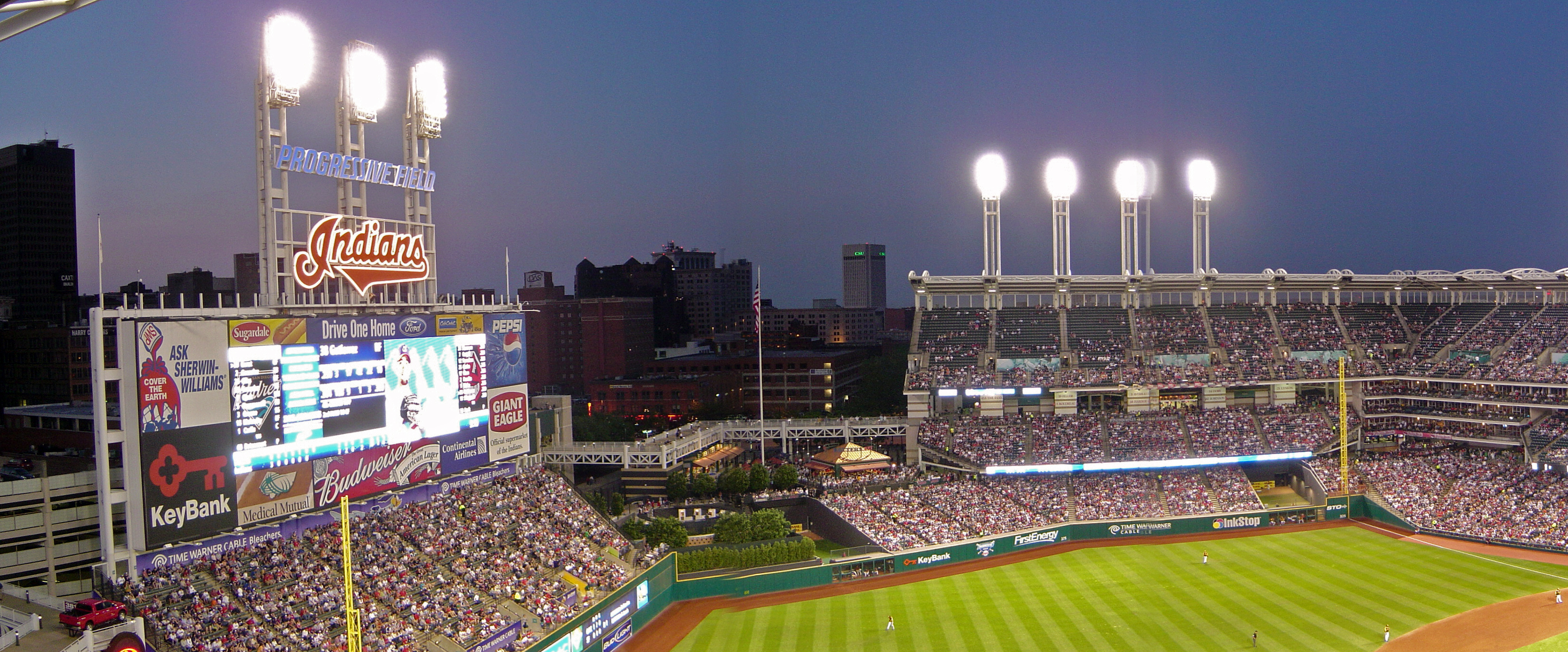
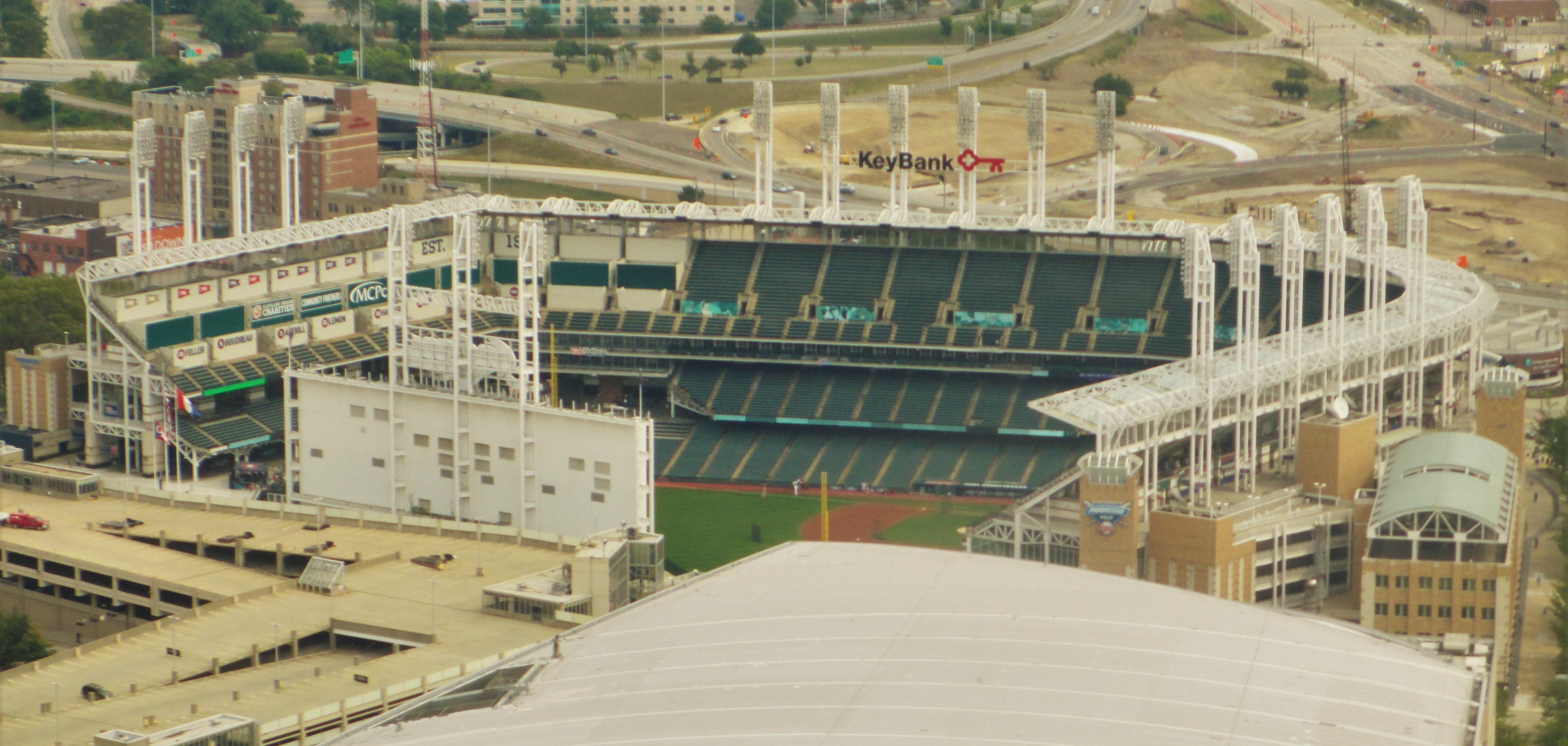
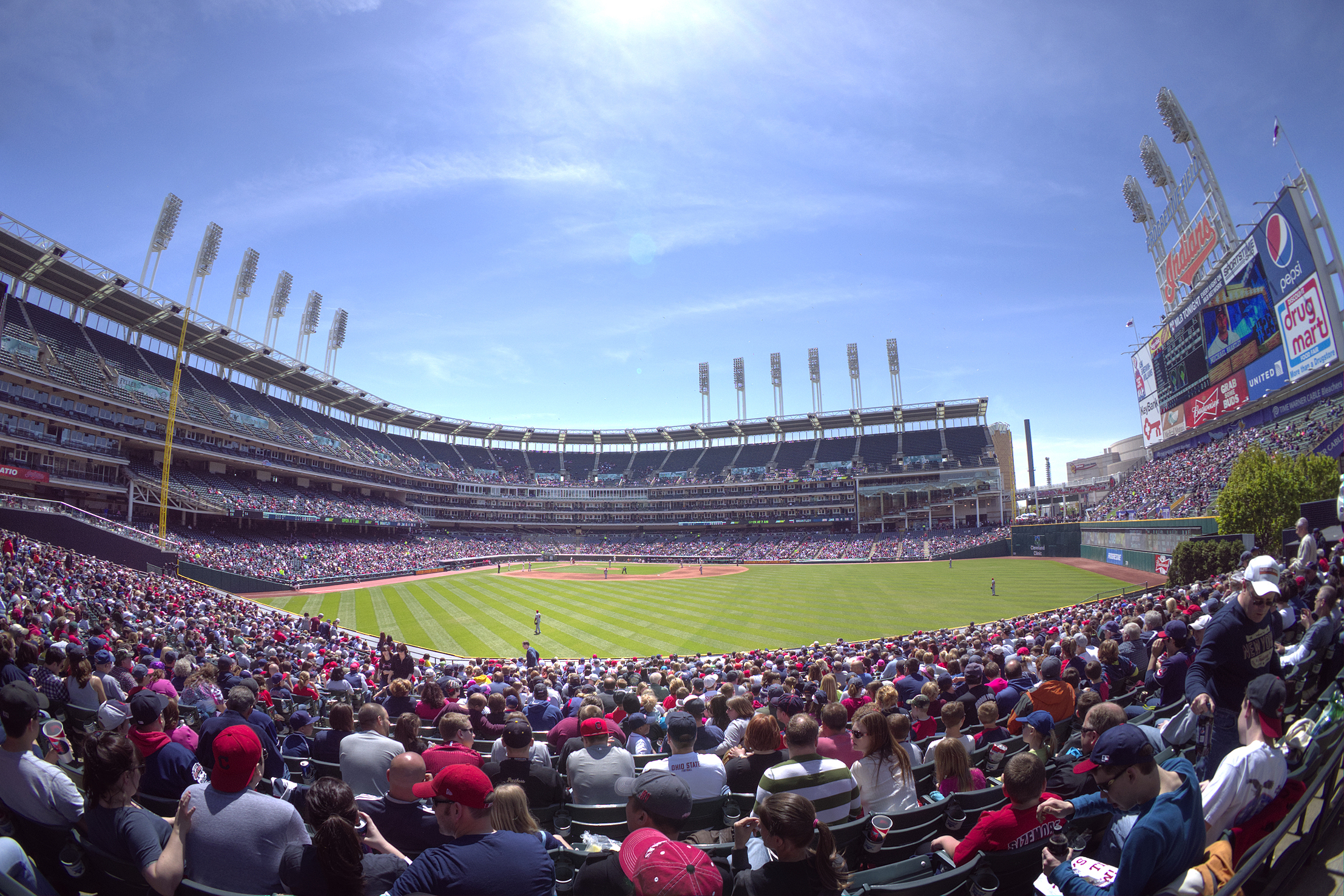
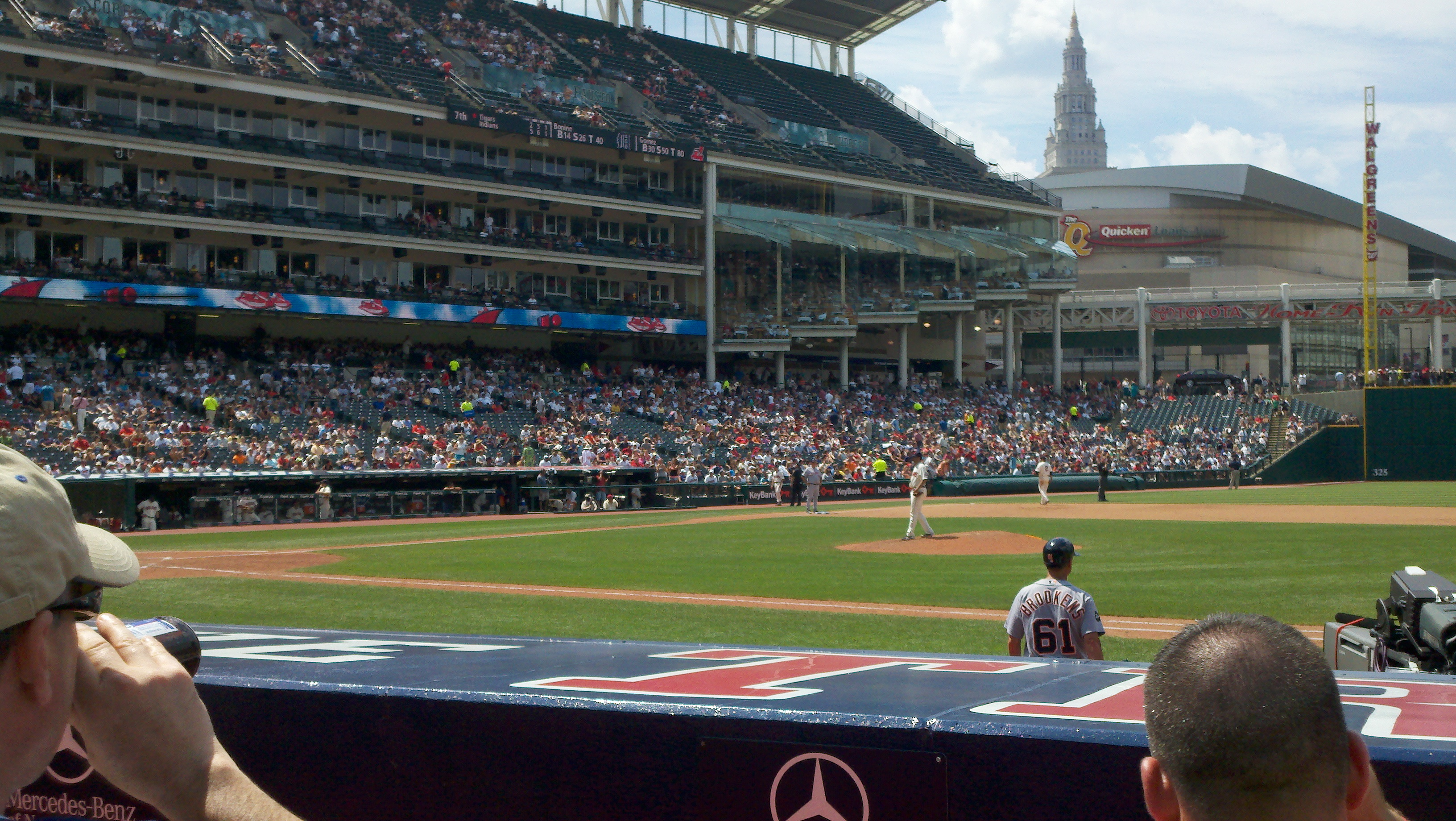
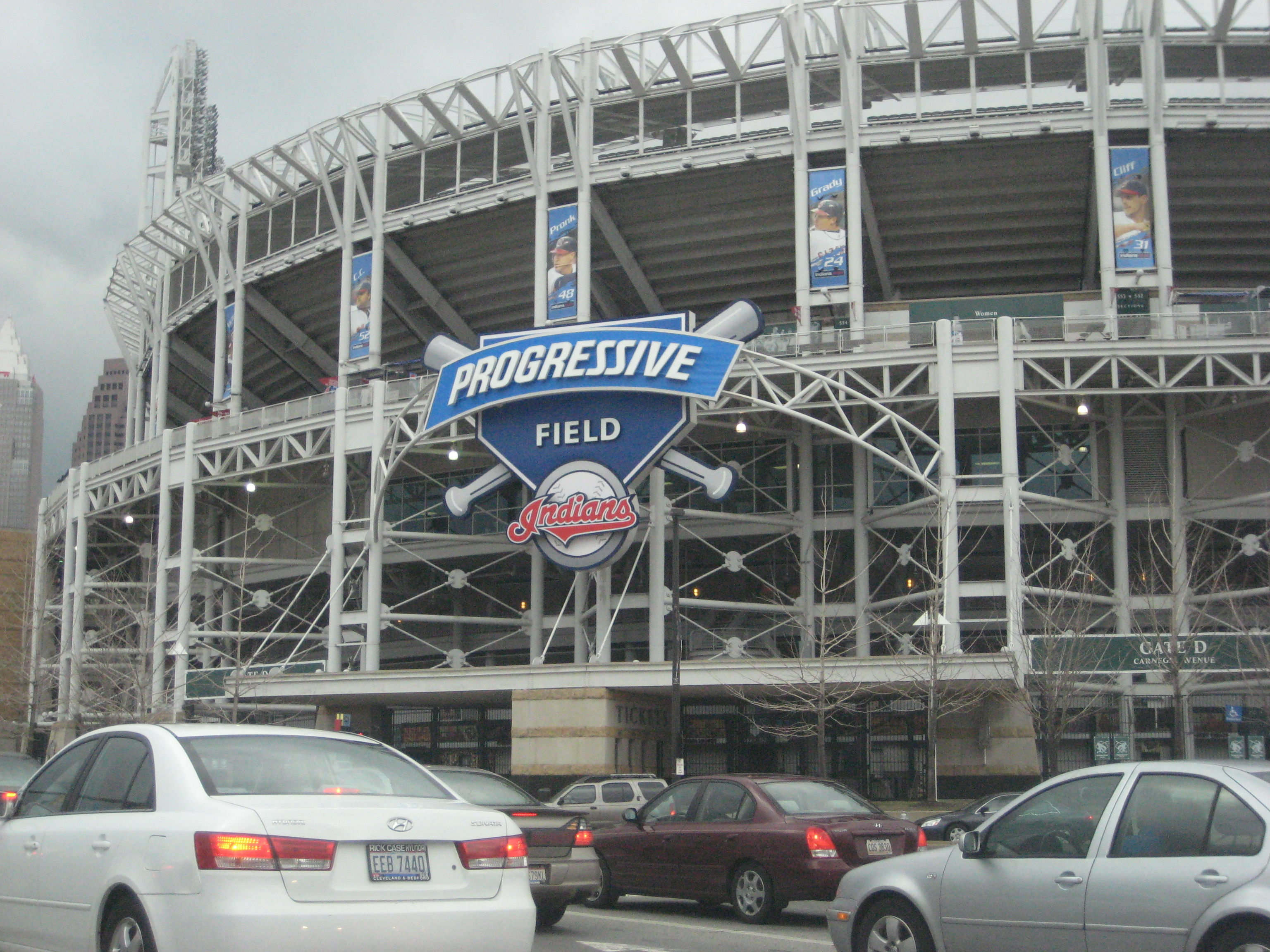
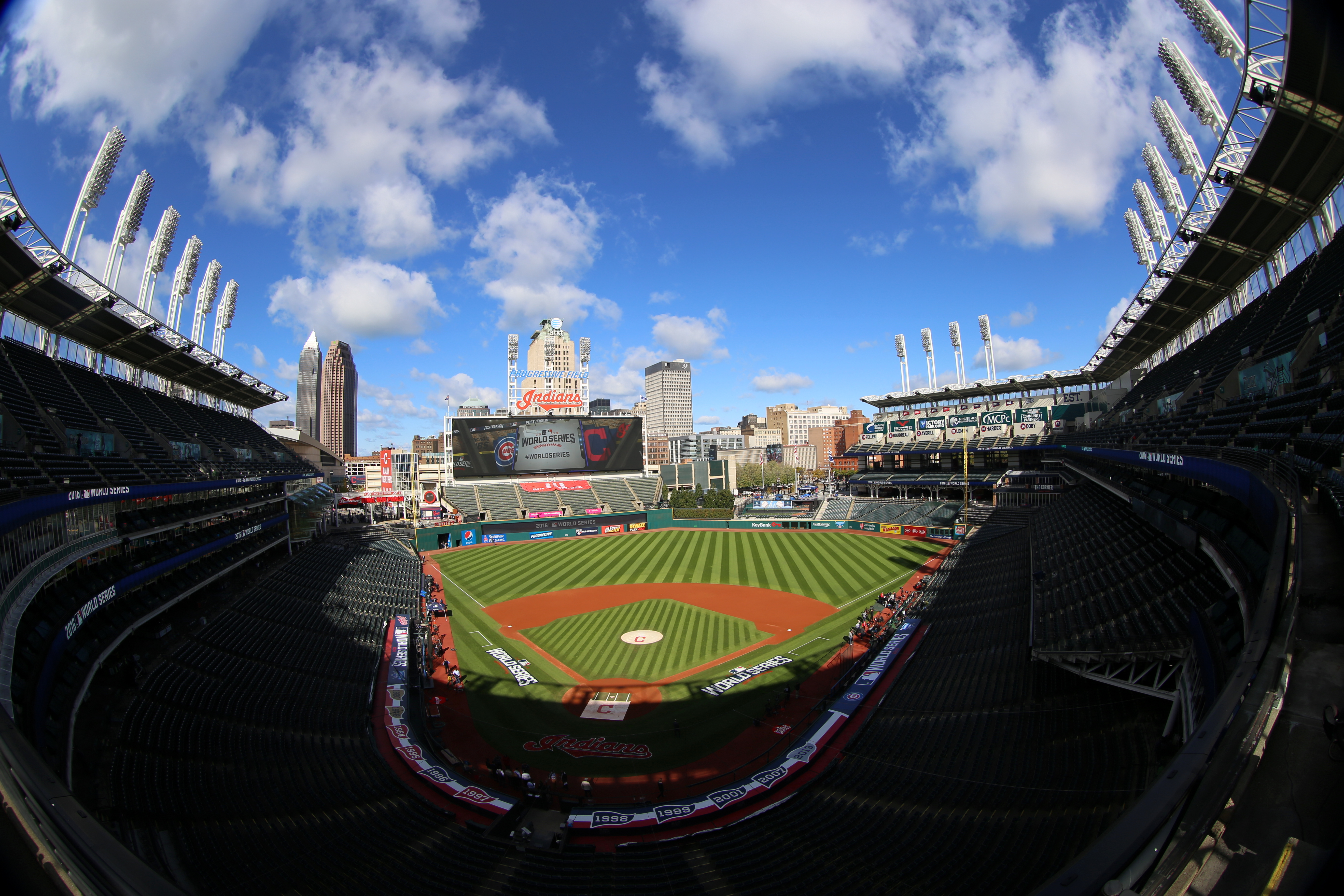
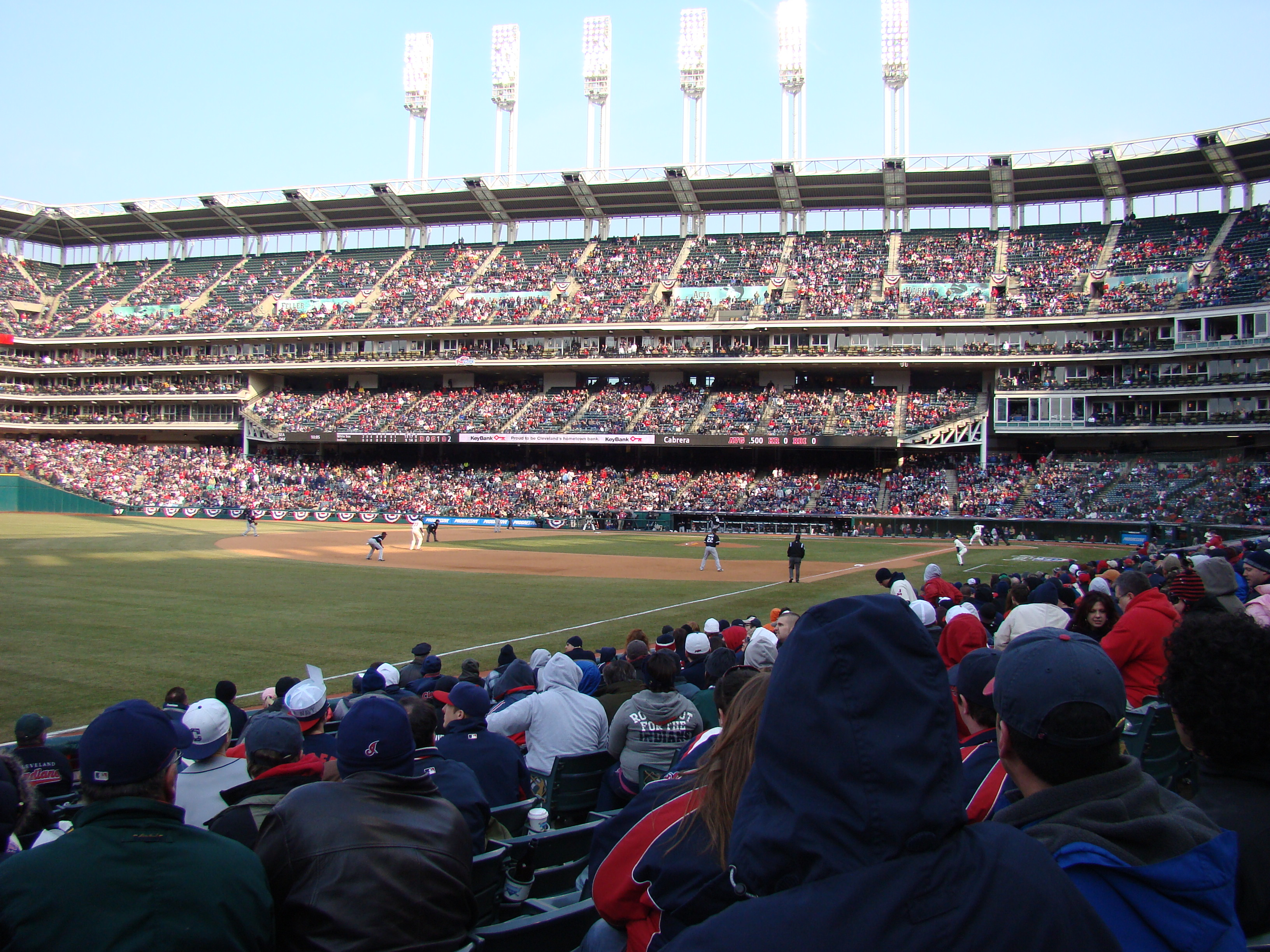
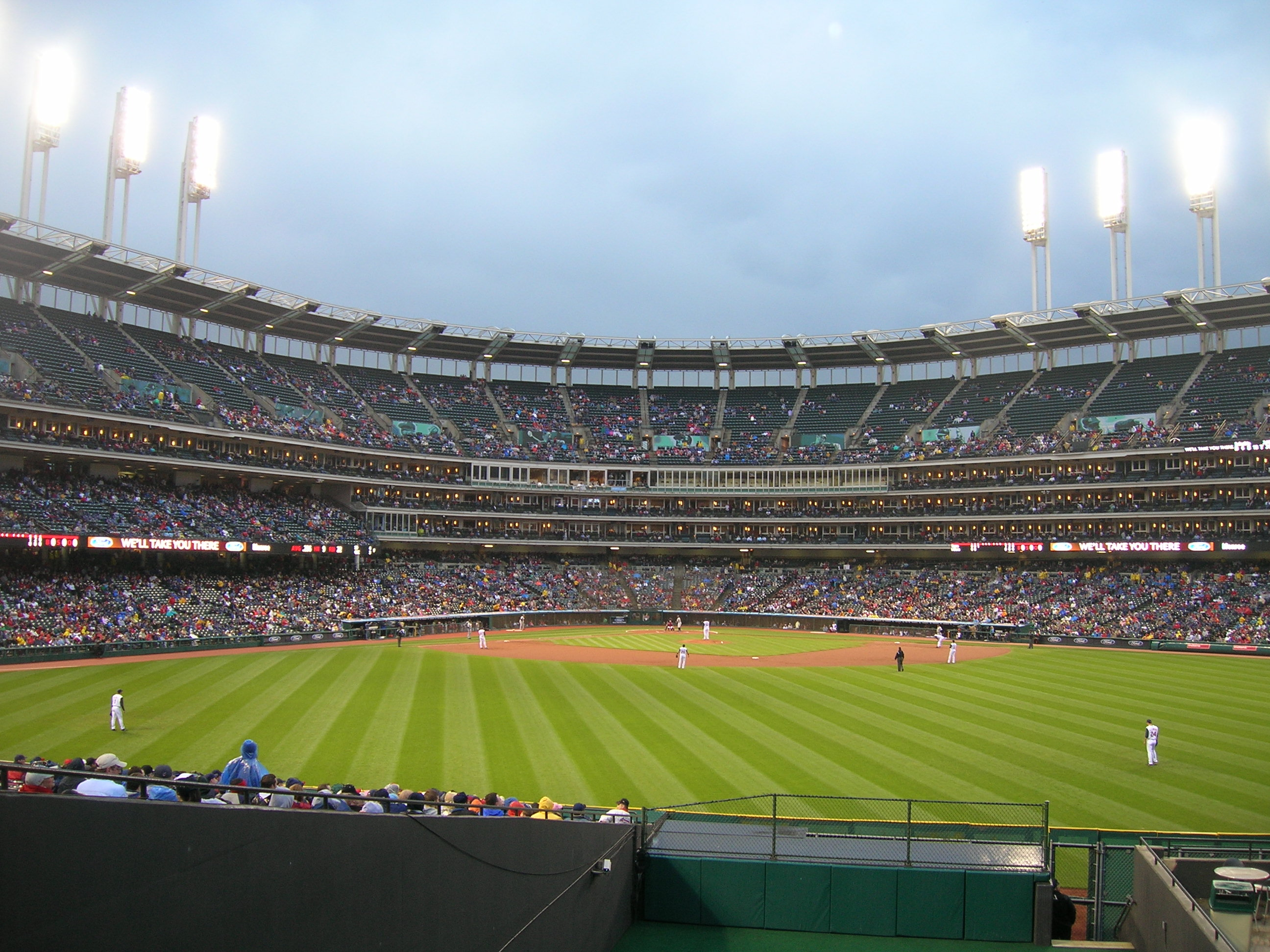